# Porte d'eau

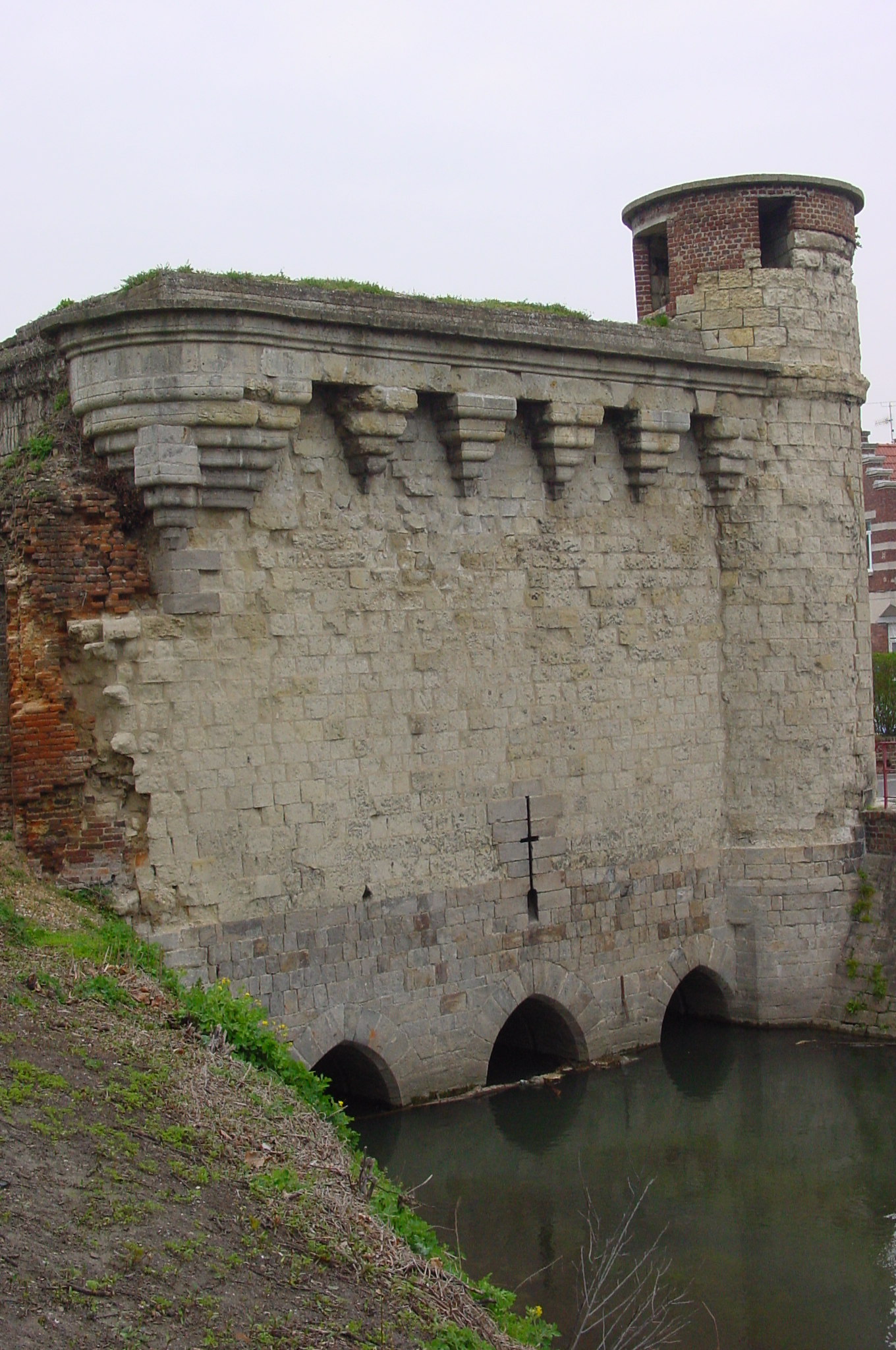
La tour des Arquets à Cambrai, entrée de l'Escaut dans l'enceinte.

Une porte d'eau est une percée à travers une fortification (château fort, citadelle, enceinte, fort...) qui permet l'entrée ou la sortie des eaux, en général d'un cours d'eau, dans cet ouvrage. Elle peut comporter un bâtiment propre ou n'être qu'une simple percée dans le mur.